# De Katholieke Encyclopaedie
De Katholieke Encyclopaedie (DKE) est une encyclopédie générale de langue néerlandaise dont deux éditions ont été publiées. La première édition est parue entre 1933 et 1939 aux éditions Joost van den Vondel à Amsterdam et a été éditée par le Dr. Jan Sassen O.P. La supervision, cependant, a été confiée au professeur Titus Brandsma, O.Carm. Cette première édition comprend 25 volumes : 24 volumes avec une partie de réapprovisionnement et une partie de registre (25). Une version en braille est également apparue.

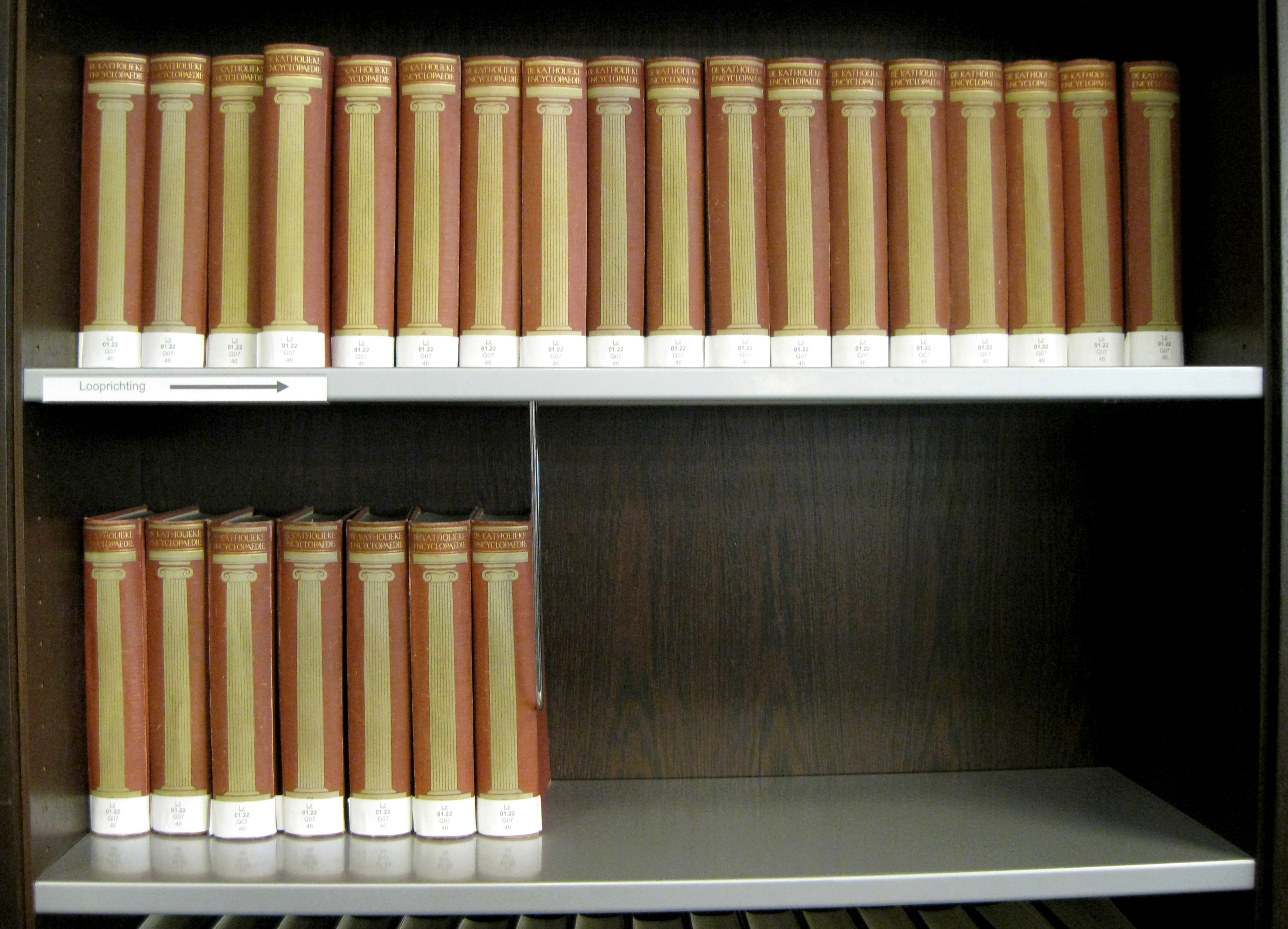
De Katholieke Encyclopedie 1949-1955.

Entre 1949 et 1955, la deuxième édition a été publiée par le prof. dr. P.E. van der Meer, le prof. dr. Frank Baur et Lactantius (J.H.E.) Engelbregt O.F.M. Elle a été publiée par la N.V. Uitgeversmaatschappij Joost van den Vondel à Amsterdam et la N.V. Standaard-Boekhandel à Anvers.
La deuxième édition de la De Katholieke Encyclopaedie comprend également 25 volumes. Les pages sont divisées en 2 colonnes. Chaque partie contient environ 900-1000 colonnes. En 1961, les éditions Elsevier à Amsterdam ont publié un supplément encyclopédique supplémentaire (800 p.) avec un résumé encyclopédique pour les années 1950-1960.
De Katholieke Encyclopaedie est écrite dans une perspective catholique. Pour les catholiques d'aujourd'hui, De Katholieke Encyclopaedie est quelque peu dépassée. Comme elle a été publiée avant le Concile Vatican II, les articles sur les sujets liturgiques sont surtout dépassés. Dans l'ensemble, les points de vue exprimés dans les articles éthiques correspondent dans une large mesure aux positions actuelles de l'Église catholique. Les articles sur les hommes politiques, les scientifiques et les artistes sont relativement neutres.
L'encyclopédie donne régulièrement un jugement de valeur, la sodomie est décrite comme « une nonchalance naturelle en ce qui concerne le sexe ». Sur de nombreuses questions, l'encyclopédie note non seulement ce qu'elle est, mais aussi ce que l'Église en pense. On dit de Louis Couperus qu'il est un grand écrivain. En même temps, l'encyclopédie met en garde les catholiques contre la lecture de son œuvre. Titus Brandsma, carmélite et prêtre béatifié plus tard, a été nommé suppléant ad hoc deputatus lors de l'édition de 1938 du censeur et a donné l'évulgetur pour sa publication. Le professeur Brandsma s'est lui-même occupé du lemme « antisémitisme ». Il désapprouve l'antisémitisme, fidèle à la doctrine, mais fait une exception pour l'aversion aux « juifs riches ». L'encyclopédie indique le nombre de catholiques qui y vivent et donne des détails sur l'église catholique locale.
L'encyclopédie catholique contient des photographies et des images. L'encyclopédie contient également des dessins en noir et blanc de personnes, d'animaux, etc. ainsi que des cartes pliables.
L'objectif de De Katholieke Encyclopaedie était de toucher un lectorat catholique aussi large que possible en néerlandais compréhensible. « L'encyclopédie est devenue l'un des moyens modernes indispensables pour diffuser la science spécialisée à un public non spécialisé : une forme de ce que l'on tend à appeler une vulgarisation supérieure », selon la première page de l'avant-propos (p. i). Elle visait également à éviter aux lecteurs catholiques d'avoir à recourir à des encyclopédies « antireligieuses » ou protestantes visant à exposer la « contradiction entre la raison et la foi » (p. v). La critique approfondie des penseurs du Siècle des Lumières n'est pas mentionnée dans l'avant-propos, mais on trouve de la propagande pour l'« antireligion » dans les encyclopédies du XVIIIe siècle (p. v).
Plusieurs sujets, tels que la théorie de l'évolution et l'âge de la Terre, ne sont pas traités dans De Katholieke Encyclopaedie de 1938.
De Katholieke Encyclopædie est écrite en néerlandais moderne. On peut la consulter dans la plupart des grandes bibliothèques publiques néerlandaises.

## Annexe